# Schwaben Open 2024
Il Schwaben Open 2024 è stato un torneo maschile di tennis professionistico. È stata la 3ª edizione del torneo, facente parte della categoria Challenger 50 nell'ambito dell'ATP Challenger Tour 2024, con un montepremi di 36 000 €. Si è giocato dal 20 al 25 maggio 2024 sui campi in terra rossa del TC Augsburg di Augusta, in Germania.

## Partecipanti

### Teste di serie
| Nazionalità | Giocatore        | Ranking* | Testa di serie |
| ----------- | ---------------- | -------- | -------------- |
| Kazakistan  | Timofej Skatov   | 247      | 1              |
| Argentina   | Andrea Collarini | 279      | 2              |
| Lituania    | Vilius Gaubas    | 285      | 3              |
| Rep. Ceca   | Michael Vrbenský | 296      | 4              |
| Paraguay    | Daniel Vallejo   | 299      | 5              |
| Danimarca   | August Holmgren  | 307      | 6              |
| Germania    | Marvin Möller    | 308      | 7              |
| Danimarca   | Elmer Møller     | 310      | 8              |

* Ranking al 6 maggio 2024.

### Altri partecipanti
I seguenti giocatori hanno ricevuto una wild card per il tabellone principale:
- Liam Gavrielides
- Tom Gentzsch
- Oscar Otte

Il seguente giocatore è entrato in tabellone con il ranking protetto:
- Evan Furness

I seguenti giocatori sono entrati in tabellone come alternate:
- Lucas Gerch
- Toby Kodat

I seguenti giocatori sono passati dalle qualificazioni:
- Diego Dedura-Palomero
- Daniel Dutra da Silva
- Luca Potenza
- Andrea Picchione
- Norbert Gombos
- Luca Giacomini

Il seguente giocatore è entrato in tabellone come lucky loser:
- Mateus Alves

## Punti e montepremi
| Torneo    | Torneo              | V     | F     | SF    | QF    | 2T  | 1T  | Q | Q2  | Q1  |
| Singolare | Punti               | 50    | 25    | 14    | 8     | 4   | 0   | 3 | 1   | 0   |
| Singolare | Premi in denaro (€) | 4 910 | 2 950 | 1 735 | 1 000 | 600 | 360 | – | 180 | 110 |
| Doppio    | Punti               | 50    | 25    | 14    | 8     | –   | 0   | – | –   | –   |
| Doppio    | Premi in denaro (€) | 1 900 | 1 110 | 670   | 390   | –   | 225 | – | –   | –   |

## Campioni

### Singolare
Timofej Skatov ha sconfitto in finale  Elmer Møller con il punteggio di 3–6, 7–5, 6–3.

### Doppio
Jakob Schnaitter /  Mark Wallner hanno sconfitto in finale  David Pichler /  Michael Vrbenský con il punteggio di 3–6, 6–2, [10–8].